# 인덕원중학교
인덕원중학교(仁德院中學校)는 대한민국 경기도 안양시 동안구 관양동에 있는 공립 중학교이다.

## 학교 연혁
- 1981년 5월 7일 : 관양여자중학교 7학급 예비인가
- 1982년 1월 7일 : 7학급 인가
- 1982년 3월 1일 : 초대 허숙렬 교장 취임
- 1982년 3월 5일 : 제1회 입학식(445명)
- 2007년 3월 1일 : 인덕원중학교로 교명 변경 및 남녀공학으로 전환
- 2020년 1월 8일 : 제36회 졸업식 114명(누계 16,969명)
- 2020년 3월 1일 : 제11대 한승훈 교장 취임
- 2020년 3월 2일 : 제39회 입학식(66명)

## 참고 자료
- 인덕원중학교 - 한국교육학술정보원 학교알리미